# 古今亭志ん好 (5代目)
五代目 古今亭 志ん好（ここんてい しんこう、1977年2月26日 - ）は静岡県藤枝市出身の落語家。本名∶安部 利昭。出囃子∶『梅が枝』。

## 経歴
静岡県藤枝市立西益津小学校、静岡県藤枝市立西益津中学校、静岡県立焼津中央高校、国士舘大学政経学部政治学科卒業。
1999年3月、初代古今亭志ん五に入門、古今亭いち五となる。2002年、第7回岡本マキ賞を受賞。 
2003年5月に古今亭朝太、桂才紫、三遊亭司と共に二ツ目昇進。古今亭志ん公に改名。自身はこの時点で志ん好襲名を希望したが、師匠に「志ん好は真打の名前だから」と却下される。2010年に師匠志ん五が死去し、六代目古今亭志ん橋門下に移籍。
2014年3月21日に三代目柳家東三楼、四代目柳家三語楼、三遊亭究斗、三代目桂やまとと共に真打昇進、五代目古今亭志ん好を襲名。